# پارک ملی کیتالیک
پارک ملی کیتالیک (انگلیسی: Kytalyk National Park) یک پارک ملی حفاظت‌شده در یاقوتستان کشور روسیه است.